# Finn Kalvik

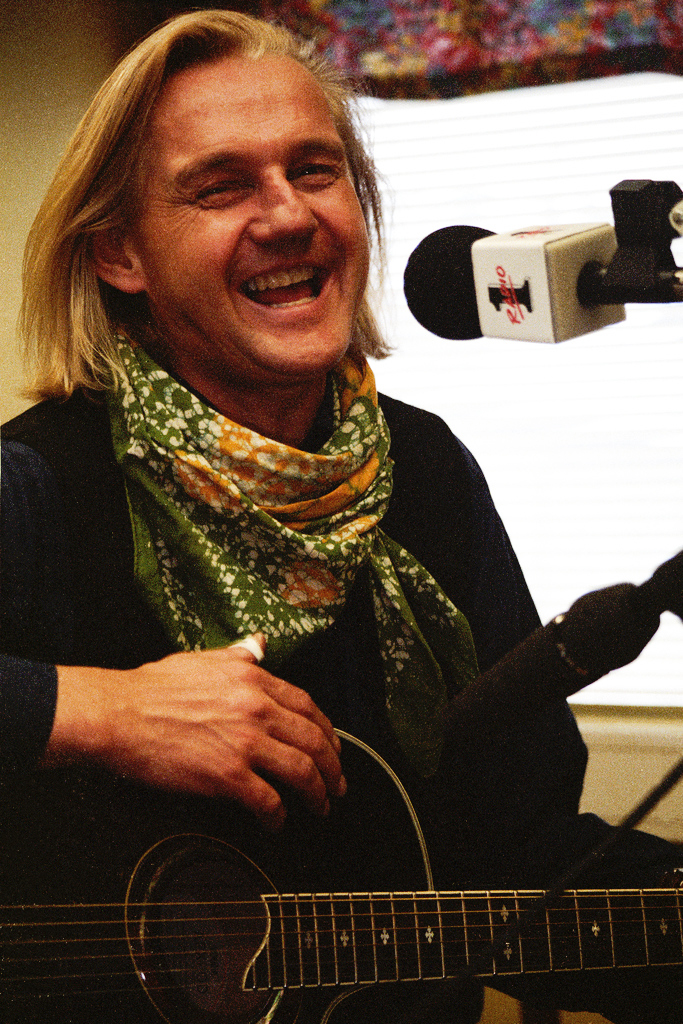
Finn Kalvik (1995)

Finn Kalvik (* 30. April 1947 in Fåvang) ist ein norwegischer Folk-Sänger und Komponist.

## Leben und Wirken
Seine ersten Alben in den 1970er Jahren kletterten in die norwegischen Charts. Als Gewinner des Melodi Grand Prix 1981 durfte er beim Eurovision Song Contest 1981 für sein Land antreten. Mit seinem selbstgeschriebenen Folksong Aldri i Livet landete er allerdings auf dem letzten Platz mit Null Punkten. Trotz dieses Misserfolges blieb Kalvik weiterhin musikalisch aktiv. Mit den Klassisk Kalvik-Kompilationen von 2002 und 2005 wurden alte Stücke von ihm zusammen mit einem Symphonieorchester neu eingespielt.

## Diskografie

### Alben
| Jahr | Titel                       | Höchstplatzierung, Gesamtwochen, AuszeichnungChartsChartplatzierungen (Jahr, Titel, Platzierungen, Wochen, Auszeichnungen, Anmerkungen) | Anmerkungen            |
| Jahr | Titel                       | NO | Anmerkungen            |
| ---- | --------------------------- | --- | ---------------------- |
| 1971 | Tusenfryd og grå hverdag    | NO5 (37 Wo.)NO | Nordisc                |
| 1972 | Finn                        | NO9 (10 Wo.)NO | Polydor                |
| 1974 | Nøkkelen ligger under matta | NO6 (8 Wo.)NO | Polydor                |
| 1976 | Fyll mine seil              | NO13 (5 Wo.)NO | Polydor                |
| 1979 | Kom ut, kom fram            | NO2 (42 Wo.)NO | Polar                  |
| 1981 | Natt og dag                 | NO1 (18 Wo.)NO | Polar                  |
| 1982 | Tenn dine vakre øyne        | NO11 (8 Wo.)NO | Polar                  |
| 1993 | Fra A til nÅ - 40 beste     | NO16 (3 Wo.)NO | Polydor, Kompilation   |
| 1995 | I egne hender               | NO29 (1 Wo.)NO | Polydor                |
| 2000 | Imellom to evigheter        | NO19 (6 Wo.)NO | daWorks                |
| 2002 | Klassisk Kalvik             | NO3 (17 Wo.)NO | Kompilation            |
| 2004 | Dagdrivernotater            | NO15 (12 Wo.)NO |                        |
| 2005 | Klassisk Kalvik II          | NO20 Gold · (7 Wo.)NO | Kompilation            |
| 2007 | Komplett Klassisk Kalvik    | NO29 (1 Wo.)NO | Kompilation            |
| 2007 | Bjerke/Hagerup/Kalvik       | NO19 (1 Wo.)NO |                        |
| 2010 | Neste stasjon grorud        | NO18 (3 Wo.)NO | mit Erik Fosnes Hansen |
| 2012 | Sommersangeren              | NO27 (4 Wo.)NO | daWorks                |

Weitere Alben
- 1976: To tunger (Nordisc)
- 1977: Nederst mot himmelen (Polydor)
- 1984: Det søte liv (Nordisc)
- 1986: Lille persille (Grappa)
- 1988: Livets lyse side (Crema)
- 1991: Innsida ut (Spinner)

### Singles
| Jahr | Titel Album                                  | Höchstplatzierung, Gesamtwochen, AuszeichnungChartsChartplatzierungen (Jahr, Titel, Album, Platzierungen, Wochen, Auszeichnungen, Anmerkungen) | Anmerkungen |
| Jahr | Titel Album                                  | NO | Anmerkungen |
| ---- | -------------------------------------------- | --- | ----------- |
| 1971 | En tur rundt i byen Tusenfryd og grå hverdag | NO6 (12 Wo.)NO |             |
| 1975 | Ride ranke Klassisk Kalvik                   | NO10 (2 Wo.)NO |             |
| 1981 | Aldri i livet Natt og dag                    | NO3 (8 Wo.)NO |             |